# Pfarrkirche Wenzersdorf

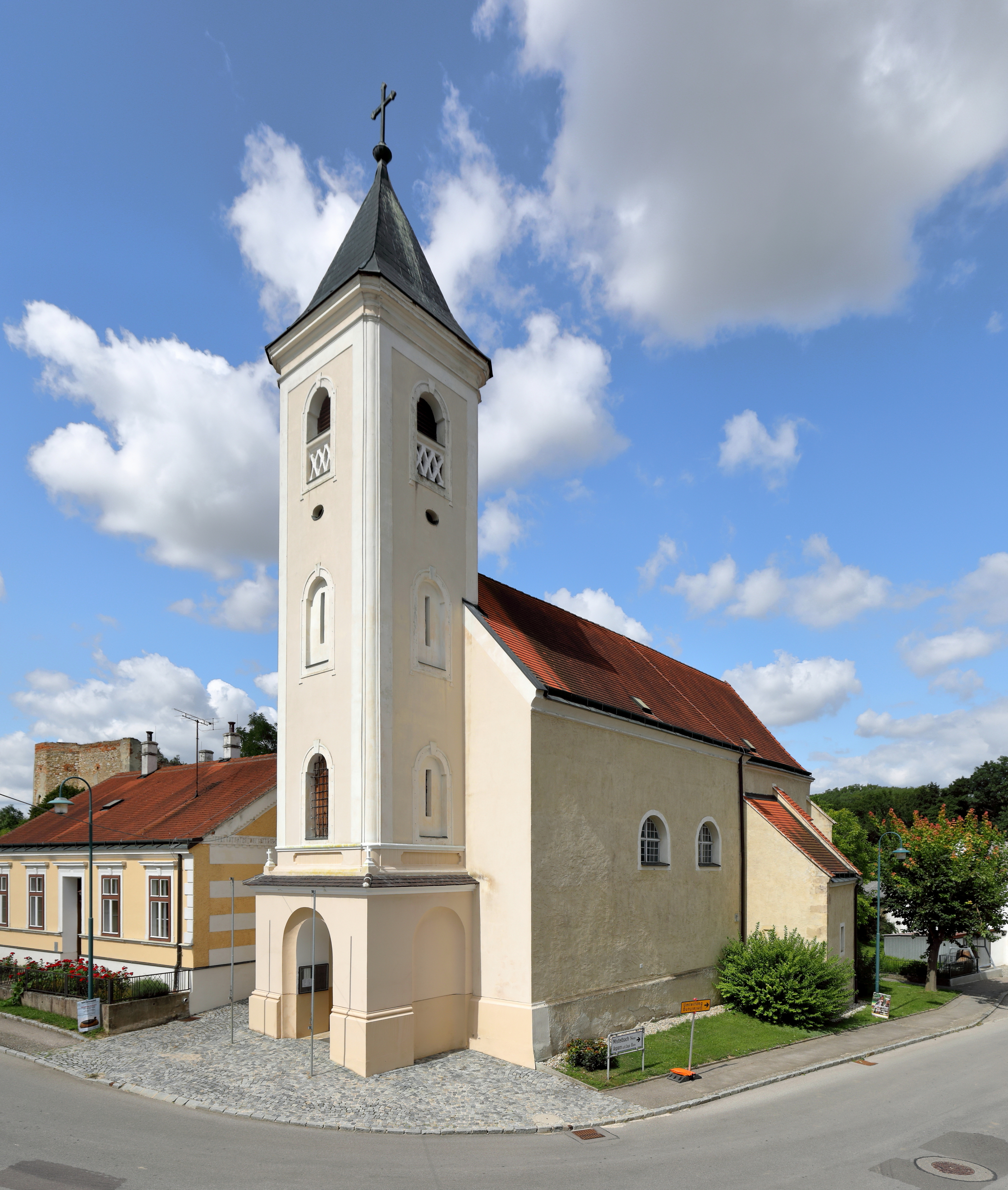
Katholische Pfarrkirche Mariä Verkündigung in Wenzersdorf

Die römisch-katholische Pfarrkirche Wenzersdorf steht am nördlichen Ortsausgang von Wenzersdorf in der Gemeinde Gnadendorf im Bezirk Mistelbach in Niederösterreich. Die dem Patrozinium Mariä Verkündigung unterstellte Pfarrkirche gehört zum Dekanat Laa-Gaubitsch im Vikariat Unter dem Manhartsberg der Erzdiözese Wien. Bis 1. September 2016 gehörte sie zum Dekanat Ernstbrunn. Die Kirche steht unter Denkmalschutz (Listeneintrag).

## Geschichte
Im 12. und 13. Jahrhundert eine Filiale der Pfarrkirche Asparn an der Zaya, wurde in der Mitte des 13. Jahrhunderts ein Vikariat gegründet, 1783 entstand die selbständige Pfarre.
Am einheitlich spätgotischen Kirchenbau aus der zweiten Hälfte des 15. Jahrhunderts wurde im vierten Viertel des 17. Jahrhunderts das Langhaus barockisiert. Die Westfront erhielt im ersten Viertel des 18. Jahrhunderts einen vorgestellten Turm.

## Architektur
Das Kirchenäußere zeigt ein Langhaus und einen gleich breiten Chor unter einem hohen Satteldach. Am nördlichen Langhaus und am Chor gibt es gotische Strebepfeiler, das Langhaus hat nur in der Südwand zwei barocke Rundbogenfenster. Der Chor zeigt abgetreppte Strebepfeiler mit Pultdächern und vier Spitzbogenfenster, das östliche Fenster ist vermauert. Der dreigeschoßige Westturm auf einer Halle mit Rundbogenöffnungen zeigt Ecklisenen und trägt ein Zeltdach. Im Süden im Übergang vom Langhaus zum Chor steht ein gotischer Sakristeianbau mit Ortsteinen.
Das Kircheninnere zeigt ein vierjochiges im Ende des 17. Jahrhunderts barockisiertes Langhaus unter einem Stichkappentonnengewölbe mit Gurten auf Wandpfeilern mit Vorlagen und einem profilierten Gesims. Die westliche Orgelempore ist aus Holz. Der rundbogige Triumphbogen ist eingezogen. Der einjochige Chor mit einem Fünfachtelschluss hat ein Kreuzrippengewölbe auf Konsolen und reliefierte Schlusssteine mit Jagdhorn und dem Wappen Wallsee. Das Stein eingefasste spätgotische Portal mit einem Sattelbogen und einer Eisentür führt in die tonnengewölbte Sakristei.

## Einrichtung

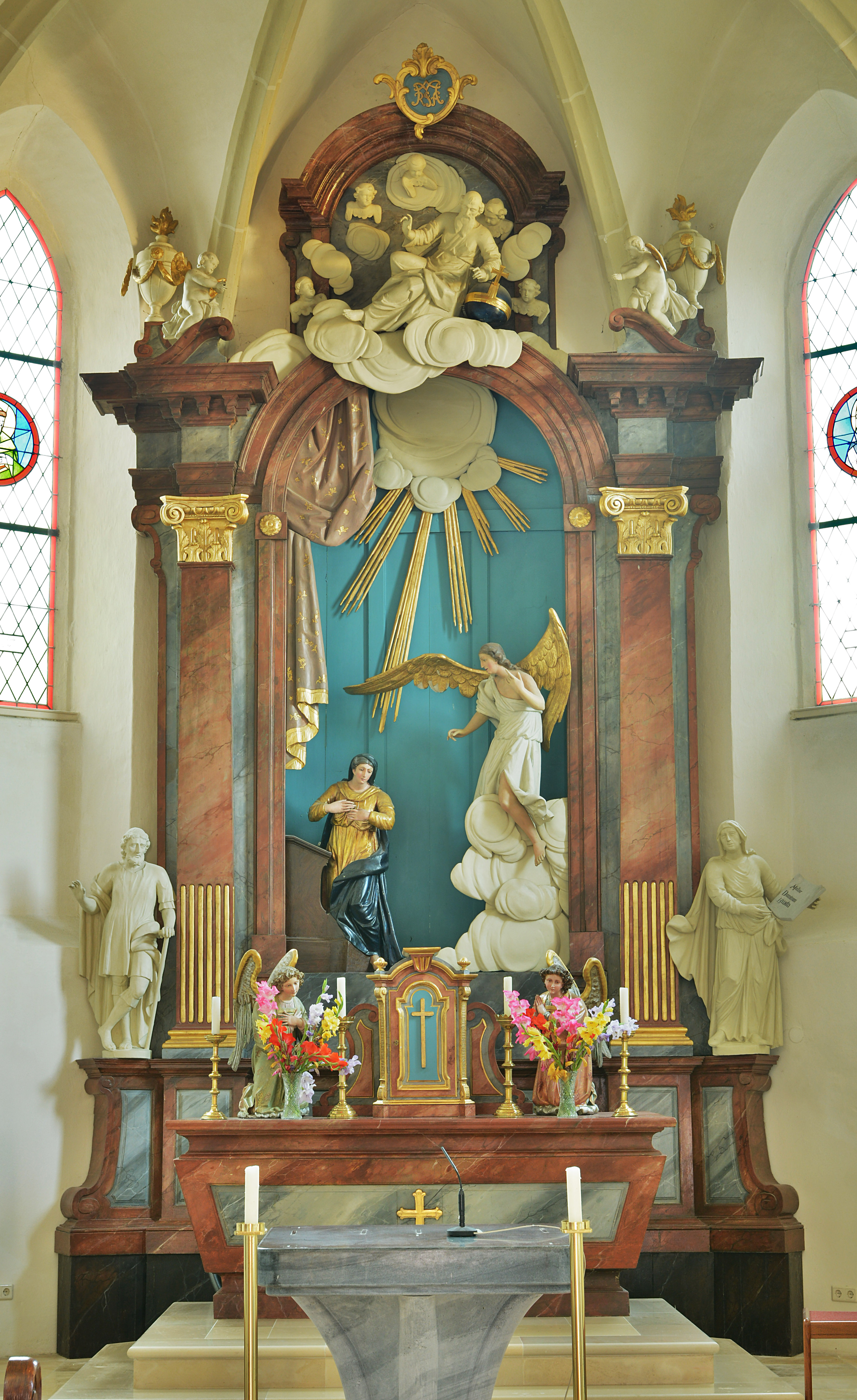
Blick zum Hochaltar im Chor

Der Hochaltar mit einer Rahmung aus dem 20. Jahrhundert trägt eine Schnitzgruppe Mariä Verkündigung aus der zweiten Hälfte des 18. Jahrhunderts. Der Seitenaltar trägt die Schnitzfigur hl. Barbara um 1760. Im Chor befindet sich ein neobarocker Tabernakel mit adorierenden Engeln. Die Kanzel ist aus dem vierten Viertel des 18. Jahrhunderts. Es gibt spätbarocke Konsolfiguren der Heiligen Antonius und Johannes Nepomuk.
Der Taufstein ist gotisch. Die Kreuzwegbilder sind gotisierend gestaltet. Die Orgel aus 1932 stammt von Johann M. Kauffmann.
Eine Glocke nennt mit dem Jahr 1435 Michel Anthofer als Gießer.

## Besonderheit
Im Internet findet sich ein Foto, das die Wenzersdorfer Kirche als Vorbild für die Anfertigung eines Insektenhotelels zeigt, welches am Ortteingang aufgestellt wurde.